# Яковлєв Сергій Павлович
Сергій Павлович Яковлєв (24 травня 1950, місто Туринськ-Уральський, тепер Свердловської області, Російська Федерація) — радянський діяч, машиніст-інструктор локомотивного депо станції Кінель Куйбишевської залізниці Куйбишевської області. Член ЦК КПРС у 1990—1991 роках.

## Життєпис
У 1967—1969 роках — слюсар приладобудівного заводу в місті Куйбишеві.
З 1969 по 1970 рік служив у Радянській армії.
У 1970—1972 роках — слюсар приладобудівного заводу в місті Куйбишеві.
У 1972—1974 роках — вантажник головного матеріального складу Куйбишевської залізниці в місті Куйбишеві.
У 1974—1976 роках — помічник машиніста електровоза, в 1976—1981 роках — машиніст електровоза локомотивного депо станції Кінель Куйбишевської залізниці.
Член КПРС з 1977 року.
У 1979 році закінчив Куйбишевський технікум залізничного транспорту.
З 1981 року — машиніст-інструктор локомотивного депо станції Кінель Куйбишевської залізниці Куйбишевської (Самарської) області.
Подальша доля невідома.